# Chu Suanzi
Chu Suanzi, död 384, var kejsarinna av Östra Jin i Kina som gift med kejsar Kang (d. 344).  Hon var regent för sin son kejsar Mu under hans omyndighet 344-357; för kejsar Ai sedan han insjuknat och var oförmögen att regera 364-366, och slutligen som regent för sin kusin kejsar Xiaowu under hans omyndighet 373-376. Hon var den första kvinnliga regent i Kina som sammanträdde med sina ministrar dold bakom en skärm, något som efter henne betraktades som det korrekta för en regerande kvinna.